# Konrad Leczkow
Konrad Leczkow (niem. Conrad Letzkau) (ur. ok. 1350 w okręgu Wieringen koło Alkmaar, zm. zamordowany 6 kwietnia 1411 w Gdańsku) – burmistrz Gdańska (Głównego Miasta).

## Życiorys
W 1387 uzyskał obywatelstwo Gdańska. W 1393 został ławnikiem Głównego Miasta Gdańska, 1395 wszedł do Rady Miejskiej, 1397 objął urząd sędziego, a od 1405 do śmierci był jednym z burmistrzów. Był zwolennikiem ścisłych kontaktów z Polską. W 1398 dowódca krzyżackiej wyprawy na Gotlandię przeciwko korsarzom z Bractwa Witalijskiego (wyspa została zdobyta).
5 sierpnia 1410 po bitwie pod Grunwaldem jako przedstawiciel Rady Miasta uznał zwierzchność Polski nad miastem i złożył hołd królowi Władysławowi Jagielle. Po odzyskaniu przez Zakon kontroli nad miastem nadal pozostał burmistrzem.
6 kwietnia 1411 wraz z dwoma innymi przedstawicielami miasta (drugim burmistrzem Arnoldem Hechtem i rajcą, swoim zięciem, Bartłomiejem Grossem) udał się do zamku krzyżackiego na rozmowy z komturem gdańskim Henrykiem von Plauen w celu rozwiązania sporu dotyczącego płacenia podatków zakonowi przez stany pruskie (chcąc wymusić posłuszeństwo gdańszczan, komtur nałożył na miasto ogromny podatek, a dla zapewnienia jego egzekucji zablokował wejście do portu). Z rozkazu komtura wszyscy trzej zostali bez sądu ścięci, a ich ciała wyrzucono do fosy. Zamordowanych pochowano w kościele Mariackim w Gdańsku. Pogrzeb odbył się w zupełnej ciszy, bez bicia dzwonów. Do dziś zachowała się płyta nagrobna burmistrza.
Sprawę Leczkowa przytoczono w skardze, jaką Związek Pruski złożył cesarzowi w 1453, jako dowód przewrotności zakonu.
Jest patronem ulicy w Gdańsku-Wrzeszczu oraz dzwonu f4 carillonu Ratusza Głównego Miasta w Gdańsku.